# Lorenzo Smerilli
Lorenzo Smerilli (né le 11 août 1987 à San Severino Marche, dans la province de Macerata et dans les Marches) est un joueur italien de volley-ball. Il mesure 1,78 m et joue libero.

## Clubs
| Club              | De        | À         |
| ----------------- | --------- | --------- |
| Lube Macerata     | 2007-2008 | 2007-2008 |
| Pallavolo Catane  | 2008-2009 | 2008-2009 |
| Lube Macerata     | 2009-2010 | 2009-2010 |
| Blu Volley Vérone | 2010-2011 | 2011-2012 |
| Volley Corigliano | 2012-2013 | 2012-2013 |
| Lube Macerata     | 2013-2014 | ...       |

## Palmarès
- Coupe d'Italie (2)
  - Vainqueur : 2008, 2014
- Supercoupe d'Italie (1)
  - Vainqueur : 2007
  - Perdant : 2009